# Felipe Bachomo
Felipe Bachomo Aki Cruz (El Fuerte, Sinaloa, c. 1880-Los Mochis, Sinaloa, 24 de octubre de 1916) fue un guerrillero y campesino mexicano que participó en la Revolución mexicana.

## Biografía

### Primeros años
Felipe Bachomo Aki Cruz nació en una comunidad llamada La Palma perteneciente al municipio de El Fuerte, Sinaloa. De origen indígena, Bachomo se dio cuenta de la baja condición de su pueblo y la discriminación que este sufría.
Cuando Bachomo creció, salió de su pueblo para buscar trabajo y mejores condiciones de vida. Fue entonces cuando llegó a Mochicahui, ahí un hacendado de nombre José María Cásarez le ofreció trabajo y un lugar donde vivir.

### Revolución mexicana
En 1910 estalla la Revolución mexicana encabezada por Francisco I. Madero contra la dictadura de Porfirio Díaz. Bachomo encontró una oportunidad de lucha.
El 1 de mayo de 1911, con cientos de yoremes, se lanza a la revolución adhiriéndose a las fuerzas de Rodolfo Ibarra Vega, en San Blas, El Fuerte. Durante este periodo se realizaron varias campañas militares por todo Sinaloa y tras una serie de eventos, los maderistas tomaron Mazatlán, finalizando así la campaña militar.
Después de finalizada la campaña, los indios fueron "licenciados" para que regresen a trabajar las tierras, pero se dieron cuenta de que estas aún no les pertenecían, por lo que decidieron retomar la lucha.
Bachomo decide establecer su cuartel militar en Jahuara, con más de 6000 hombres a su mando, fabricaron armas y artillería para abastecer sus recursos. Asimismo, Bachomo no simpatizaba con ningún líder revolucionario en específico como Venustiano Carranza o Francisco Villa.
Los caciques de la región reaccionaron con dureza ante las hazañas de los indios realizando una masacre en la Villa de Ahome, capturando y asesinando a los habitantes de la región. Ante esto, Bachomo también reaccionó y el 18 de abril de 1914 tomó la región y saqueó e incendió las casas de los Yoris,  además capturó y asesinó a varios de ellos.
El general Felipe Rivera, jefe de las fuerzas carrancistas en Sinaloa, en reconocimiento a su valor le extendió el nombramiento de General, pero Bachomo mantuvo su independencia, su causa no era la de Carranza y su revolución se limitaba a perseguir y castigar a los caciques verdugos de su raza.
Meses después, los indios yoremes al mando de Bachomo deciden unirse a las fuerzas convencionalistas de Pancho Villa y lanzaron una campaña militar en Sonora. Al regresar al Valle del Fuerte, los yoremes se vieron motivados ideológicamente para desarrollar una lucha por la recuperación de tierras dentro de lo que constituía su territorio histórico, lucha en la cual ya se planteaban el desarrollo de un gobierno autónomo, totalmente independiente, razón por la cual en algunos momentos llegaron a tener desencuentros bastante críticos, también con el convencionismo.
De nuevo, la confrontación de clases se tornaba más cruenta; por parte de los latifundistas de la región, la respuesta fue tomar como prisioneros a algunos indígenas y anunciar que serían ahorcados en la Villa de Ahome. Sin embargo, el 26 de abril de 1915 Bachomo toma la villa y logra la liberación de los prisioneros. Casi todo el distrito de El Fuerte, con excepción de la cabecera, cae en poder de los indígenas durante los siguientes meses. El 17 de junio de 1915 las milicias yoremes toman por primera vez la ciudad de Los Mochis, hoy cabecera municipal de Ahome; en aquel tiempo un pequeño pueblo donde, sin embargo, ya se estaban asentando fuertes inversiones de capital extranjero en el campo, y comenzaba a surgir también la burguesía agrícola regional.
Para finales de septiembre de 1915, Bachomo y sus fuerzas, viéndose aislados y sin suministros, se unen nuevamente a los villistas en Sinaloa, quienes en la región continuaban bajo el mando del general Juan M. Banderas, que en ese momento se encontraba trasladando una columna de más de 2500 personas desde Chihuahua hasta Sinaloa, cruzando a pie, en un viaje verdaderamente épico, tomando la mayor parte del accidentado camino que atraviesa la Sierra Madre Occidental.
Los convencionistas enarbolaron de manera mucho más enérgica las demandas de los campesinos indígenas. El Plan de Ayala, promulgado por Emiliano Zapata, fue la reivindicación de justicia agraria por excelencia en el marco de la Revolución mexicana; y ese sería el eje conciliativo a partir del cual volvieron a unir fuerzas con los yoremes. Pero, además, las ideas de los zapatistas tenían el principio fundamental de la propiedad comunal de la tierra, y, a su vez, estas tenían su base en el pensamiento tradicional indígena. Aparte de ello, Bachomo tuvo la claridad de que la Ley Agraria expedida por Venustiano Carranza el 6 de enero de 1915 no atendía las demandas de tierra de los pueblos indígenas; en las circunstancias concretas en que se encontraban, definieron a cuál bando pertenecían. Así las milicias yoremes entraron nuevamente en acción, logrando varias victorias en las tomas de los poblados sinaloenses de Higueras de Zaragoza, San Miguel Zapotitlán, Mochicahui y Charay, las cuales se encuentran entre los hoy municipios de Ahome y El Fuerte.

### Últimos meses, captura y fusilamiento
La campaña militar continuó, de tal suerte que para el 7 de noviembre, la brigada indígena Yoreme del río Fuerte, se traslada a la comunidad de Ocolome para unirse a la mencionada columna del General Juan M. Banderas en el asedio a la cabecera del Distrito de El Fuerte. Sin embargo, los constitucionalistas, con superioridad tanto estratégica cómo militar, logran imponerse en dichos combates.
Después de varias escaramuzas el 5 de enero de 1916 en Movas, Sonora, Bachomo y Banderas rinden sus fuerzas negociando una supuesta amnistía que, en el caso del General mayo, no fue cumplida. Fueron encarcelados en Guadalajara y posteriormente Bachomo fue trasladado a la prisión de Santiago Tlatelolco y luego sometido a Consejo de Guerra en Culiacán para ser sentenciado a muerte el 7 de octubre de 1916. 
Finalmente, Felipe Bachomo es fusilado el martes 24 de octubre de 1916 en la ciudad de Los Mochis, Sinaloa. Tiempo después su cadáver fue exhumado y sus restos reposan en un lugar desconocido.

## Legado y honores
En agosto de 2023 su nombre fue inscrito en el Muro de Honor del Congreso del Estado de Sinaloa.